# Greco-Armeno-Frigi
Greco-Armeno-Frigi è il nome storiografico convenzionale con cui si indica la popolazione da cui sarebbero discesi i gruppi etnici degli antichi greci, dei frigi e degli antichi armeni.

## Storia
Secondo le ricostruzioni più recenti dell'albero filogenetico della famiglia linguistica indoeuropea, solitamente identificata con la cultura materiale di Jamna, il primo ramo a staccarsi fu quello anatolico, seguito da quello tocario. Dal restante gruppo, convenzionalmente noto come "protoindoeuropeo centrale", si staccò il gruppo che tra il 3000 a.C. e il 2500 a.C. circa raggiunse la penisola balcanica, entrando in contatto con le locali popolazioni agricole paleoeuropee. Le prove di questa separazione sarebbero individuabili anche attraverso i differenti substrati riscontrabili in questo gruppo, parlante lingue appartenenti alla famiglia proto-balcanica, e le restanti popolazioni indoeuropee occidentali (parlanti lingue appartenenti ai gruppi balto-slavo, germanico e italo-celtico), che sembrano essere state caratterizzate tra la fine del IV e l'inizio del III millennio a.C. dalla cultura materiale della ceramica cordata. Successivamente, le popolazioni indoeuropee dei Balcani si separarono in due macrogruppi, dei quali il più meridionale fu quello dei Greco-Armeno-Frigi. Tra la fine del XIII secolo a.C. e la prima metà del XII secolo a.C., durante il collasso dell'età del bronzo, i Frigi (chiamati nelle fonti assire con il nome di Muški) e i proto-Armeni migrarono verso est, raggiungendo la penisola anatolica e l'altopiano armeno. Queste popolazioni si mescolarono con le antiche popolazioni locali, parlanti delle lingue anatoliche e lingue hurro-urartee, dando origine ai gruppi etnici di cui si ha notizia in età classica.

## Fonti antiche e prove linguistiche
(Erodoto, Storie, 7, 73)
Secondo gli antichi greci, i Frigi e i Brigi erano originari della penisola balcanica come gli stessi Greci; inoltre, lo storiografo greco-antico Erodoto sosteneva che gli Armeni fossero coloni provenienti dalla Frigia, la quale durante l'età del ferro comprendeva gran parte dell'Anatolia occidentale e centrale. Queste affermazioni sono state interpretate da vari studiosi, tra cui Igor Diakonoff, come prove a supporto delle parentele linguistiche tra questi gruppi etnici.

### Critiche alle ipotesi linguistiche
L'ipotesi di una comune famiglia linguistica greco-armeno-frigia è stata rigettata da alcuni studiosi, nonostante abbiano ammesso la presenza di caratteristiche comuni. Una delle principali differenze sottolineate è legata al fatto che il frigio e il greco sono classificati come lingue centum, mentre l'armeno è una lingua satem. Quest'ultimo fatto ha portato all'elaborazione di un'ipotesi concorrente che accosta l'armeno alle lingue indoiraniche; inoltre, sebbene l'armeno e il greco antico condividano una serie di aspirate sorde queste proverrebbero da diverse serie vocaliche del proto-indoeuropeo (in armeno da consonanti sorde e in greco da aspirate sonore). Tuttavia, va sottolineato come non vi sia accordo su quando si siano verificati cambiamenti linguistici che hanno portato alla formazione dell'isoglossa in questione, fatto che potrebbe essere avvenuto in fasi diverse nei vari sottogruppi della famiglia indoeuropea. Va osservato anche che l'armeno ha molti prestiti linguistici, dimostrando i lunghi contatti che avrebbe avuto sia con le lingue elleniche che con le lingue indoiraniche, fatto che potrebbe inficiare la capacità degli elementi lessicali di chiarire i dubbi esistenti sulle parentele linguistiche.
Inoltre, alcune ricerche hanno avanzato dubbi riguardo l'esistenza di prove archeologiche e genetiche riguardo alla provenienza balcanica delle popolazioni che si ritrovano in Anatolia e nell'altopiano armeno durante o in seguito al collasso dell'età del bronzo. Infatti, gli studiosi che si sono appoggiati a questi risultati sostengono che le popolazioni parlanti la lingua proto-armeno-frigia fossero autoctone dell'Anatolia orientale o dell'altopiano armeno, in accordo con l'ipotesi anatolica o con l'ipotesi armena, da cui poi si spostarono verso ovest; inoltre, per i sostenitori di questa posizione ci sarebbero prove di prestiti linguistici armeni nelle lingue anatoliche e hurro-urartee.